# Paul Schulze (cyclisme)
Pour les articles homonymes, voir Schulze et Paul Schulze.
Paul Schulze (22 octobre 1882 – 1918) est un cycliste prussien qui a participé à quatre épreuves aux Jeux olympiques d'été de 1908.

## Biographie
Paul Schulze commence à courir pour le club Groß-Lichterfelde en 1894.